# Ernst Remak
Ernst Julius Remak (ur. 26 maja 1849 w Berlinie, zm. 24 maja 1911 w Wiesbaden) – niemiecki lekarz neurolog i neuropatolog, syn neurologa Roberta Remaka, ojciec Roberta Ericha Remaka (1888–1942), niemieckiego matematyka.

## Życiorys
W 1865, po śmierci ojca, w wieku 16 lat, przeniósł się do Wrocławia do siostry ojca. Uczył się na uniwersytetach we Wrocławiu, Berlinie, Würzburgu, Strasburgu i Heidelbergu, otrzymując tytuł lekarza w 1870 roku. W Heidelbergu był studentem neurologa Wilhelma Heinricha Erba. Brał udział w wojnie francusko-pruskiej 1870–71. Od 1873 do 1875 był asystentem w klinice neurologicznej berlińskiego szpitala Charité; w 1877 został Privatdozentem, a w 1893 profesorem.
Był ożeniony z Marthą Hahn (1857–1932). Jego dziećmi byli Feod. Remak (ur. 1881), Fanny Remak (ur. 1883), Robert Erich Remak (1888–1942), G. Remak (ur. 1890).

## Dorobek naukowy
Razem z Edwardem Flatauem pracował nad zapaleniami nerwów, a praca uczonych została włączona do podręcznika Handbuch der speziellen Pathologie und Therapie pod redakcją Hermanna Nothnagela. Opisał objaw Remaka, występujący w uszkodzeniach rdzenia kręgowego.

## Wybrane prace
- Grundriss der Elektrodiagnostik und Elektrotherapie für praktische Ärzte. 2. Auflage. Berlin, Urban & Schwarzenberg, 1909.
- Neuritis und Polyneuritis, W: Nothnagel (Hrsg.) Handbuch der Speziellen Pathologie und Therapie, 1900.